# Ida (yoga)
Ida (Sanskriet: idā = comfort) is in de mystiek en yogaleer een nadi: een kanaal voor prana, of levensenergie, ook wel een psychische zenuw genoemd.
Ida en pingala worden vaak in verband gebracht met de twee hemisferen van de hersenen. Ida wordt geassocieerd met de maanenergie, introversie en vrouwelijke en verkoelende energie.
Het is een van de kanalen die de stuitchakra met de kruinchakra verbindt. Het zou van de rechter testikel naar het linker neusgat stromen en wordt gelinkt aan de rivier de Ganges. Pingala is de tegenhanger van ida en wordt in verband gebracht met het rechter neusgat. Een derde bekende nadi is shushumna.